# Камнев (Астраханская область)
Камнев — хутор в Ахтубинском районе Астраханской области России. Входит в состав Капустиноярского сельсовета.

## География
Хутор находится в северной части Астраханской области, в пределах Волго-Ахтубинской поймы, на левом берегу реки Песчанка, на расстоянии примерно 53 км (по прямой) к северо-западу от города Ахтубинск, административного центра района. Абсолютная высота — 14 м ниже уровня моря.

## Население
| 2002 | 2010 |
| ---- | ---- |
| 40   | ↗43  |

Гендерный состав
По данным Всероссийской переписи населения 2010 года, в гендерной структуре населения мужчины составляли 48,8 %, женщины — соответственно 51,2 %.
Национальный состав
Согласно результатам переписи 2002 года, в национальной структуре населения русские составляли 92 %.